# Прудовая улица (Петергоф)
Прудовая улица — улица в Петергофе. Проходит от улицы Морского Десанта до Санкт-Петербургского проспекта. Основана в 1930-х годах путём соединения трёх улиц.

## Застройка

### Дом 4
Здание школы Демина  Объект культурного наследия народов РФ. Объект № 7802035000 (БД Викигида)

### Дом 8
Дом Казина  Объект культурного наследия народов РФ. Объект № 7802017000 (БД Викигида)

Квартал, в котором расположено здание, вошёл в сферу интересов корпорации Settl Group, планирующей здесь строительство гостиницы, спортивно-оздоровительного комплекса, нескольких кафе, ресторана. Застройщиком была заказана историко-культурная экспертиза, в ходе которой доказывалось, что пять домов, носящих статус памятника, не представляют исторической ценности или же являются аварийными. По дому 8 доказывалось, что это — стилизованное под старину здание послевоенной постройки, воздвигнутое в ходе восстановления Петродворца на месте утраченного в войну дома. Совет по культурному наследию Санкт-Петербурга в ноябре 2008 года поддержал результаты экспертизы и проголосовал за снятие зданий с охраны. Однако в итоге здание было включено в Единый государственный реестр объектов культурного наследия России под номером 781721203900005 как памятник архитектуры регионального значения. 17 апреля 2016 года КГИОП утвердил охранное обязательство на здание.

## Общественный транспорт
Общественный транспорт на Прудовой улице отсутствует.